# Elsa Raven
Elsa Raven, född 21 september 1929 i Charleston, South Carolina, död 2 november 2020 i Los Angeles, var en amerikansk skådespelare. Hon medverkade som karaktärsskådespelare i över 70 amerikanska filmer och TV-produktioner.

## Filmografi, urval
- 1971 – Snedskjutargänget
- 1979 – Huset som gud glömde
- 1981 – Postmannen ringer alltid två gånger
- 1983 – Twilight Zone - på gränsen till det okända
- 1985 – Tillbaka till framtiden
- 1993 – Ett oanständigt förslag
- 1993 – I skottlinjen
- 1993 – Utan fruktan
- 1997 – Titanic